# Poposaurus
Genre
Espèce
Synonymes
- † Poposaurus gracilis Mehl, 1928
 (synonyme junior de P. gracilis)

Poposaurus est un genre éteint d'archosaures paracrocodylomorphes. Les archosaures sont un groupe d'animaux qui rassemblent les crocodiliens et les oiseaux actuels, ainsi qu'un grand nombre de groupes disparus, comme les dinosaures non-aviaires.
Apparu à la fin du Trias (il y a environ 230 à 200 millions d'années) dans le sud-ouest des États-Unis, Poposaurus appartient au clade des Poposauroidea, un groupe inhabituel de pseudosuchiens du Trias qui comprend des formes à dos de voile, à bec et aquatiques. Cette classification implique, entre autres, que Poposaurus n'est pas considéré comme un dinosaure.

## Description

Comparaison de taille avec un humain

Poposaurus mesurait 3 à 4 mètres de long, pour une masse moyenne estimée entre 60 et 75 kg (100 kg pour les spécimens les plus grands).
Son corps était comprimé latéralement, avec une structure de la hanche longue et étroite. Les pattes arrière étaient deux fois plus longues que les pattes avant,.
Ses pattes arrière se terminaient par un pied à cinq orteils (mais fonctionnellement tridactyle) et un vrai talon.

## Mode de vie et disparition
Poposaurus était un prédateur rapide et bipédal, capable de chasser des proies agiles. L’analyse comparative de squelettes montre que la bipédie de Poposaurus a évolué indépendamment de celle des dinosaures du Trias -- elle aurait vraisemblablement émergé plutôt d'une capacité de marche élevée qui ressemble  à celle des crocodiliens d'aujourd'hui.
Étant donné sa morphologie, Poposaurus semble avoir occupé la même niche écologique que les grands dinosaures carnivores du Trias.
Les poposaures disparurent lors de l'extinction massive de la fin du Trias.

## Découverte et classification

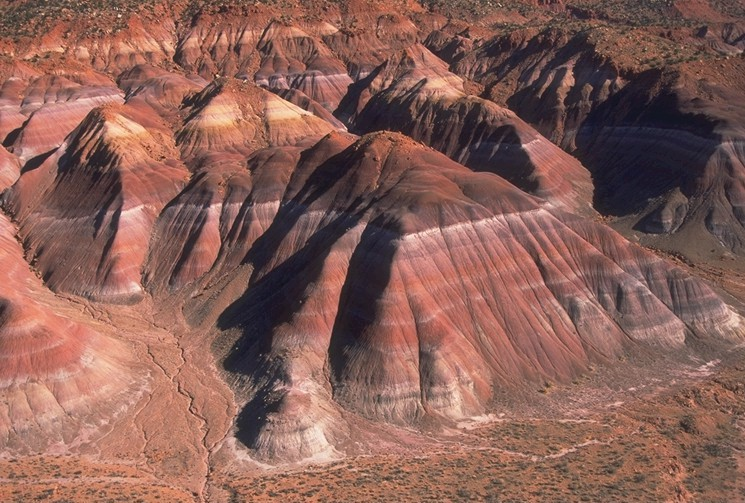
Fossiles de Poposaurus gracilis ont été trouvés dans la Formation Chinle, dans l’état d’Utah, États-Unis.

Des fossiles de Poposaurus ont été trouvés dans les états de Wyoming, l'Utah, l'Arizona et le Texas aux États-Unis.
Sauf pour le crâne, la plupart des parties du squelette sont connues depuis plus de cent ans. L'espèce type, P. gracilis, a été décrite par Maurice G. Mehl en 1915. Une deuxième espèce, P. langstoni, était à l'origine l'espèce type du genre Lythrosuchus.
Depuis qu'il a été décrit pour la première fois en 1915, la classification de Poposaurus a été un sujet de débat et de divergences -- il a été classifié tantôt comme un dinosaure, tantôt comme un phytosaure ou comme un rauisuchien. En 2007, tous les specimens existants de Poposaurus, avec deux nouveaux specimens, ont été analysés. En 2011, un squelette presque complet a été découvert dans la Formation Chinle dans l'état d'Utah et un autre spécimen avec crâne partiel a été découvert dans l'état d'Arizona. Ces découvertes et analyses supplémentaires ont permis de consolider la classification dominante d'aujourd'hui, qui implique que Poposaurus était un prédateur agile et bipède, et non un dinosaure.